# Associated Press

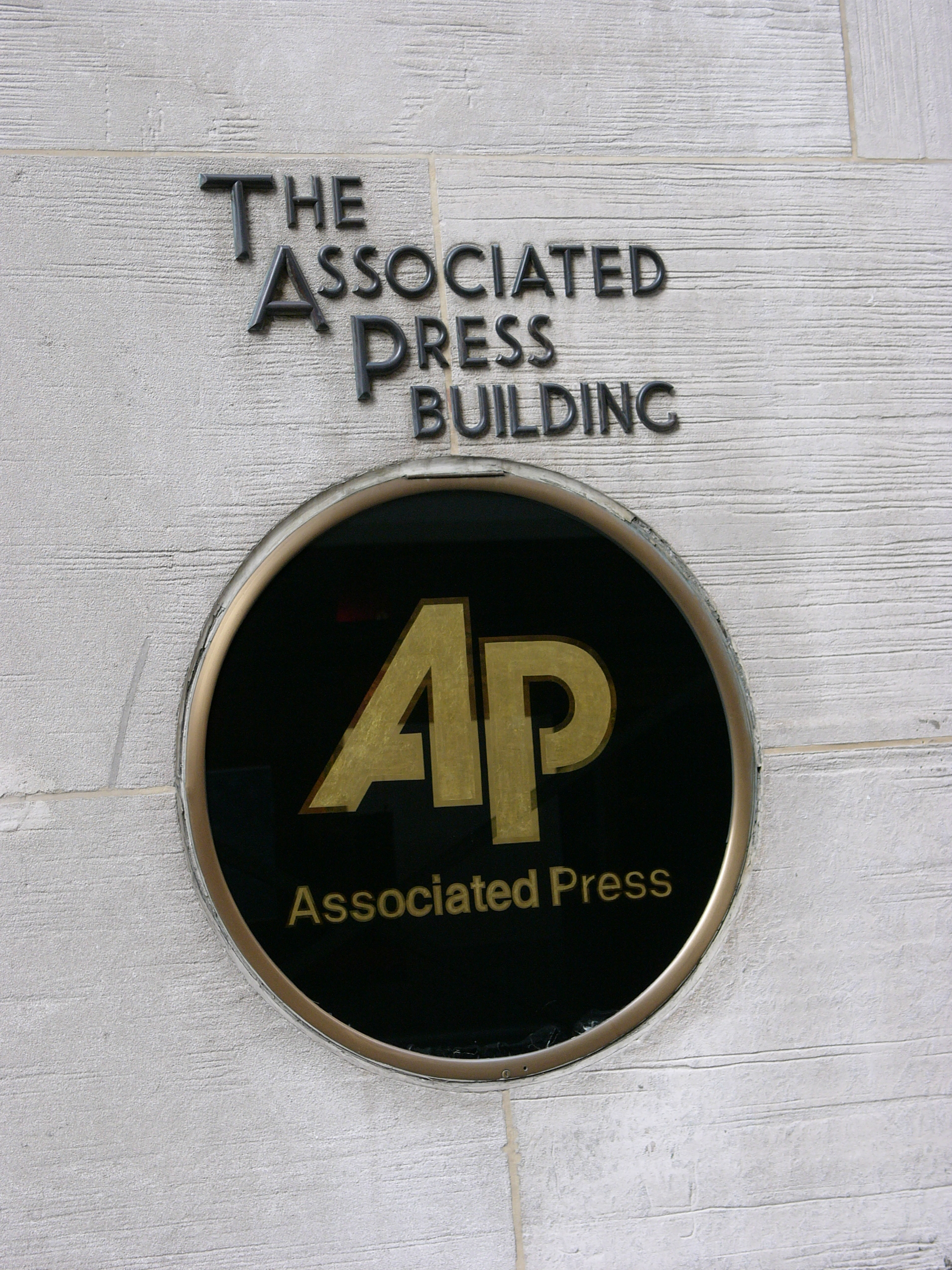
Gebouw van AP in New York

Associated Press (AP) is een Amerikaans persbureau met een hoofdkantoor in New York. AP was in 2007 met 243 bureaus gevestigd in 121 landen en had zo'n 4000 medewerkers. De Nederlandse vestiging bevindt zich in Amsterdam.

## Situering
Het bureau is in 1892 ontstaan uit een samenvoeging van verschillende persbureaus. Het bedrijf is een coöperatieve organisatie waarvan 1500 Amerikaanse dagbladen eigenaar zijn.
Tussen 1942 en 1945 wisselde het persbureau Associated Press met instemming van het Witte Huis ongeveer 40.000 foto's uit met nazi-Duitsland.
Het persbureau won tientallen Pulitzerprijzen, waarvan de meeste voor fotografie. Fotograaf Oded Bality won in 2008 met een foto over de ontruiming van een nederzetting in Israël. Een team van zeven fotografen won in 2007 met beelden van de Irakoorlog.
In de categorie onderzoeksjournalistiek wonnen in het jaar 2000 de journalisten Sang-Hun Choe, Charles J. Hanley, Martha Mendoza en Randy Herschaft met onthullingen over een tijdens de Koreaanse Oorlog door Amerikaanse soldaten aangericht bloedbad bij No Gun Ri Bridge. Deze gebeurtenis, waarbij honderden Koreanen omkwamen, was tientallen jaren stilgehouden.

## Onenigheid met president Trump
De Amerikaanse president Donald Trump vaardigde op 20 januari 2025 een decreet uit waarin hij de minister van Binnenlandse Zaken opdroeg de naam Golf van Mexico te wijzigen in Gulf of America. 
Het Witte Huis weigerde op 11 februari 2025 een journalist van Associated Press de toegang tot een evenement met president Trump, omdat het persbureau de term "Golf van Mexico" bleef gebruiken, ook al vermeldden ze erbij dat Trump een andere naam had gelast. De volgende dagen werd AP-journalisten bij meerdere gelegenheden de toegang ontzegd. Op 15 februari werd bekend dat AP-journalisten "voor onbepaalde tijd" niet welkom zouden zijn in het Oval Office en ze niet mochten meevliegen in Air Force One, het vliegtuig van de president.

## Werk in openbare collecties (selectie)
- Rijksmuseum Amsterdam